# 65e bataillon de chasseurs à pied
Le 65e bataillon de chasseurs est une unité militaire française du corps des chasseurs à pied. Elle participe à la Première Guerre mondiale sous le nom de 65e bataillon de chasseurs à pied (65e BCP) et à la Seconde Guerre mondiale comme 65e bataillon de chasseurs alpins (65e BCA).

## Création et différentes dénominations
- 2 août 1914 : formation du 65e bataillon de chasseurs à pied, à Épernay, à partir du 25e BCP
- Début 1919 : Dissolution
- 1939 : Recréation du 65e bataillon de chasseurs alpins, comme bataillon de réserve de Série A
- 1940 : dissolution

## Chefs de corps
- 1939 - 1940 : commandant de Jankowitz
- 1940 : capitaine Leppert

## Historique

### Première Guerre mondiale
- Casernement : Épernay, 112e brigade d'infanterie, 6e région, 3e groupe de réserve.

56e division d'infanterie d'août 1914 à septembre 1918
38e division d'infanterie de septembre à novembre 1918

#### 1914
Pont-à-Mousson, Etain.
Retraite des IIIe et IVe Armées :  St-Jean de Buzy, Buzy  (22 août), Béchamps (23 août)
Bataille de la Marne (5 au 13 septembre) : L'Ourcq, Montgé-en-goële, St Soupplets, Marcilly (le 10), Acy-en-Multien (le 12), Saint-Soupplet
Aisne : Moulin-sous-Touvent
Artois : Hébuterne
Course à la mer : en Picardie, Tilloloy, Beuvraignes, l'Échelle-Saint-Aurin

#### 1915
Artois : Monchy-aux-Bois
Offensives de Woëvre : Fey en Haye (5 avril)
Seconde bataille de Champagne : Sainte-Marie à Py, Butte de Souin, Ferme de Navarin, Tranchée des Vandales (25-30 sept.)

#### 1916
Champagne : Bonnet d'Evêque (12 - 15 février)
Bataille de Verdun : Haudremont, le Bec de Canard, Carrières d'Haudremont (21 mai)
Champagne (Sillery). Somme ().
Bataille de la Somme : Sailly-Sallisel, Cléry, Combles (fin septembre), Morval (22 octobre - 2 novembre)

#### 1917
- 15 avril : Bataille du Chemin des Dames la Bovette, la Croix-sans-Tête (16-18 avril)

Alsace: Metzeral, Südel, Hartmann.

#### 1918
L'Avre, Fontaines-Montdidier, Montdidier (26-30 mars) lors de l'Offensive du printemps des Allemands. Les 2/3 de ses effectifs (et 11 de ses 13 officiers) seront mis hors de combat durant les cinq jours de sa résistance acharnée pour arrêter l'offensive ennemie. 
Lorraine : Bures
L'Echelle-Saint-Aurin, Camp de César, Saint-Mard, Roye, Villiers-les-Roye, Ferme Launoy (8-31 août), Mont d'Origny
Haute-Alsace : Traubach

### La Seconde Guerre mondiale
Le 65e BCA est mobilisé à Fréjus en 1939. Commandé par le commandant de Jankowitz, il fait partie de la 6e demi-brigade de chasseurs alpins (avec les 24e et 25e BCA). La 6e DBCA est rattachée à la 29e division d'infanterie alpine. En 1939, il stationne dans les Alpes, à Nice, Beaulieu-sur-Mer et le Col de Braus. Laissant sa section d'éclaireurs-skieurs skieurs sur place, le bataillon rejoint la région de Vitry-le-François et Coulvagny (Marne). En 1940, il rejoint la Lorraine puis l'Oise.
Le bataillon est chargé de la défense de Nesle le 2 juin 1940. Le 5 juin 1940, l'attaque allemande ne se porte pas directement contre les positions du BCA mais il soutient les autres unités. La 2e compagnie dégage avec succès un groupe du 294e régiment d'artillerie lourde divisionnaire. Nesle est bombardée le 6 juin et plus d'une centaine de chasseurs (sur 400) sont mis hors de combat. Ne recevant pas d'ordre de repli, le commandant de Jankowitz décide de déplacer la défense de son unité sur l'Ingon au sud de Nesle, les positions françaises dans la ville ayant été détruites par les bombardements allemands. Dans cette manœuvre de repli tactique sous les attaques allemandes, la moitié du bataillon, mise sous les ordres du capitaine Leppert, est séparée du reste du 65e BCA. Le 7 juin, les éléments du 65e BCA restés avec le commandant de Jankowitz sont capturés.
Le bataillon se replie ensuite sur l'Oise, traversée à Pont-Sainte-Maxence le 9 juin, ensuite sur l'Ourcq, défendue dans la région de Tremblay-lès-Gonesses le 13 juin. Il traverse la Marne, près de Paris. La majorité de l'unité est capturée autour de Lamotte-Beuvron, le 19 juin,. Quelques restes du régiments atteignent Tourtoirac où le 65e BCA est dissout.

## Drapeau du régiment
Comme tous les autres bataillons de chasseurs ou groupes de chasseurs, il ne dispose pas de son propre drapeau.
La Croix de guerre 1914-1918 deux palmes (deux citations à l'ordre de l'armée) une étoile d'argent (une citation à l'ordre de la division).
Il obtient la fourragère aux couleurs du ruban de la Croix de guerre 1914-1918